# Российский детский фонд
Российский детский Фонд (РДФ) — советская/российская общественная благотворительная организация. Основные цели: благотворительная помощь детям и малоимущим семьям, детям-инвалидам, детям-сиротам, организация семейных детских домов, и т. д. Деятельность фонда основана на положениях Конвенции ООН о правах ребёнка и Устава Фонда.
РДФ сотрудничает с ЮНИСЕФ (Детский фонд ООН), ЮНЕСКО, ВОЗ[1]. 5 мая 2003 года Российский детский Фонд получил специальный консультативный статус при Экономическом и социальном Совете ООН.

## История
Был создан 14 октября 1987 года как Советский детский фонд имени В. И. Ленина. Одновременно были образованы филиалы во всех регионах Российской Федерации и союзных республиках. В сентябре 1991 года получил современное название. В январе 1992 года Детские фонды суверенных государств бывшего СССР (кроме стран Балтии) объединяются в Международную ассоциацию детских фондов (МАДФ).
Основатель и руководитель Детского фонда и МАДФ — А. А. Лиханов (1935-2021). После его ухода из жизни Альберта Анатольевича новым главой этих двух организаций 15 февраля 2022 года единогласно избран известный журналист и писатель Дмитрий Альбертович Лиханов.

### Советский период

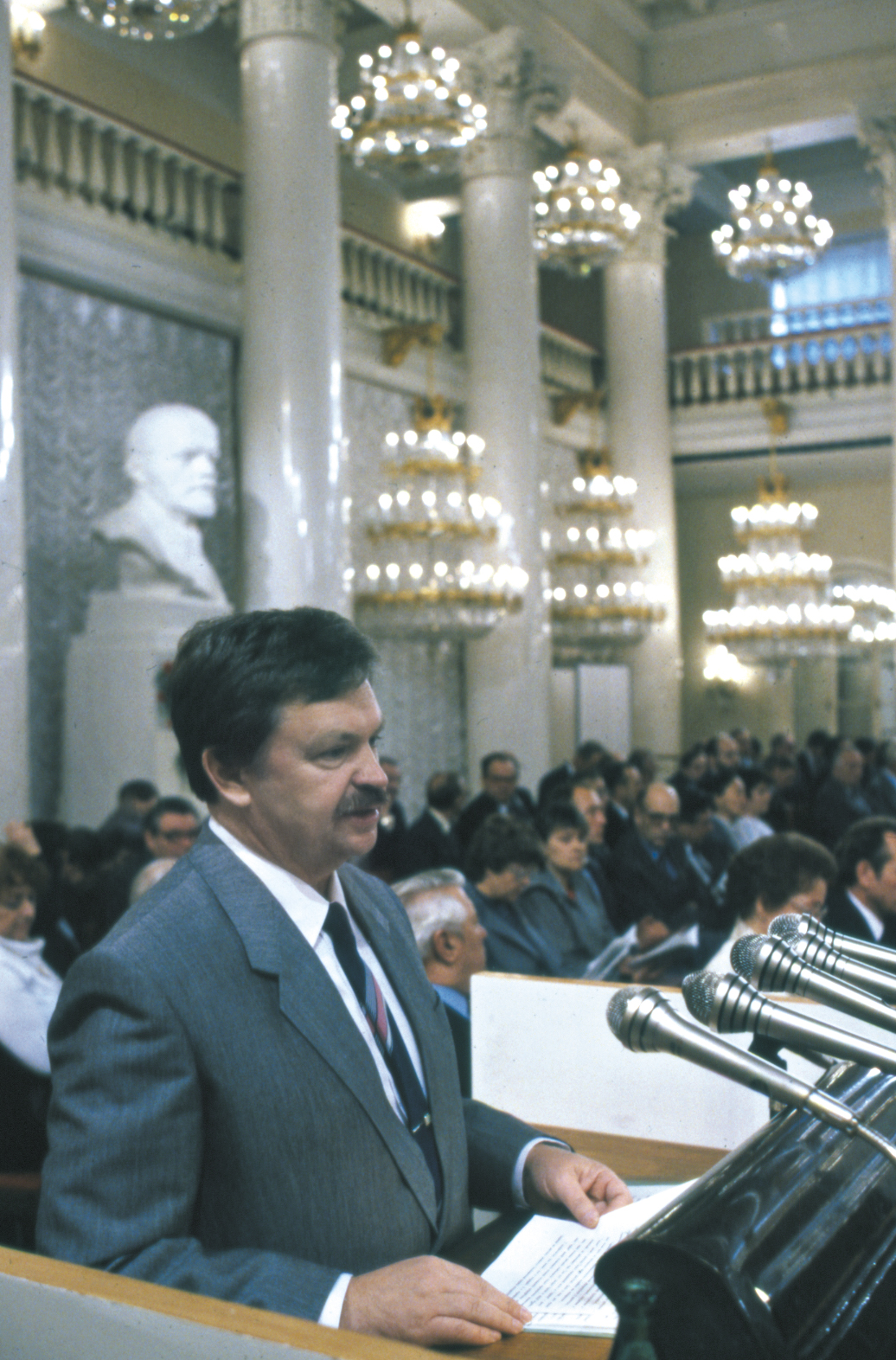
Выступление Председателя Советского детского фонда А. А. Лиханова на Всесоюзной учредительной Конференции Советского детского фонда имени В. И. Ленина. Москва, 14 октября 1987 года.

1987-1991 — обеспечением автотранспортом домов ребёнка, детских домов школ-интернатов для детей-сирот. Закуплено и передано 1 500 автобусов, микроавтобусов, грузовиков.
1987 — старт программы «Дети Чернобыля». Более 10 000 детей из зон, пострадавших в результате чернобыльской аварии, с помощью Фонда и Всемирной организации скаутского движения имели возможность отдохнуть в летние месяцы в 20 странах мира[3]
1988 — землетрясение в Спитаке. Через сутки после землетрясения, 9 декабря, транспортный самолёт, загруженный 42 тоннами гуманитарного груза — одеждой, обувью, медикаментами приземлился в аэропорту Еревана. По инициативе А. А. Лиханова была создана группа поиска потерявшихся детей и налажено издание ежедневной газеты Фонда «Надежда», благодаря которой 543 ребёнка нашли своих родных. При содействии Фонда был создан «Международный круг помощи» — жертвам армянского землетрясения, в который вошли 111 стран мира.
1988 — старт советско-американского проекта «Дар жизни», в результате которого Научный центр сердечно-сосудистой хирургии им. Бакулева и врачи из США начали проводить консультации для детей, нуждающихся в операциях на открытом сердце. Из всех республик СССР ежегодно в Москве принимались более 300 детей. 50 детей американские врачи ежегодно отбирали для проведения операций в клиниках США. За десять лет в ходе реализации этой программы в США было оперировано 1200 детей.
1989 — Советский детский фонд совместно с Госкомспортом организовал в Германии благотворительный футбольный матч между сборными командами ветеранов СССР и мира. Все полученные средства от этих матчей — 200 000 марок были перечислены в Армению.
1988-1990 — всесоюзный медицинский десант по спасению детских жизней и сокращению младенческой смертности в республиках Средней Азии. Фондом было сформировано 300 медицинских бригад и 28 бригад из специалистов санитарно-эпидемиологического профиля. Комплекс проведенных мероприятий позволил снизить детскую смертность: в Туркменистане на 15 %, Узбекистане на 19 %, Таджикистане на 17 %., Кыргызстане на 19 %, Казахстане на 16 %. По уровню детской смертности СССР переместился с 53 места на 37.
1990 — Фонд начал издавать журналы «Трамвай» для детей и «Мы» для подростков.

### Постсоветский период
1993 — начало программы «Слепые дети». Акция осуществлялась силами 5 ведущих центров микрохирургии глаза: Московском, Санкт-Петербургским, Самарским, Уфимским и Красноярским. В общей сложности программа охватила 13 500 детей.
1993 — начало программы «Глухие дети». Больше 24 300 детей, нуждающихся в слухопротезировании получили от Фонда слуховые аппараты, специальным интернатам подарены радио-аудио классы и слуховые тренажеры. С 2011 года в рамках программы действует проект «Звуки жизни», направленный на реабилитацию детей, перенесших операции по кохлеарной имплантации. Этот проект осуществляется совместно с Российском научно-практическом центре аудиологии и слухопротезирования.
1996 — начало программы «Фронтовые дети Чечни». Программа была создана после окончания Первой Чеченской войны и была предназначена для детей, получивших тяжелые огнестрельные ранения во время боевых действий. Фонд в течение 10 лет оплачивал все медицинские расходы, в том числе и по изготовлению протезов, 75 ребятам из Чечни. Возглавил Попечительский совет программы народный артист СССР И. Д. Кобзон. В этом же году стартовала программа «Детский диабет». Дети России, страдающие этой «сладкой болезнью», получили свыше 17 700 бесплатных глюкометров и миллионы тест-полосок.  Данные на 2022 год.  
2004 — начало программы «Дети Беслана». После террористического акта в Бесланской школе Российский детский фонд направил в Беслан бригаду кризисных психологов и несколько лет оплачивал курс реабилитации детей, пострадавших в результате захвата школы в Беслане.
2008 — начало программы «Помощь детям Южной Осетии». 118 воспитанников Цхинвальской школы-интерната и детей-сирот из Южной Осетии побывали на отдыхе, оздоровлении и реабилитации в детском реабилитационном центре в Подмосковье.
2011 — Российский детский фонд готовит и публикует независимый доклад «Детский туберкулез», который фиксирует рост заболеваемости детским туберкулезом в России. По данным на 2022 год, в рамках программы «Детский туберкулез» помощь от Детского фонда получили более 30 медучреждений в 12 регионах России. В этом же году стартовал проект «Звуки жизни», направленный на реабилитацию  детей, перенесших операции по кохлеарной имплантации. По данным 2022 года, Детский фонд совместно с Российским научно-практическим центром аудиологии и слухопротезирования оздоровил более 200 детей из разных уголков страны.
2012 — старт программы «Мили доброты». В рамках этой программы Российский детский фонд оплачивает транспортные расходы и, в некоторых случаях, расходы по проживанию, для российских детей и их родителей, отправляющихся на лечение в другие города и страны по всему миру. По данным 2022 года помощь оказана 494 детям из 54 регионов России.
2013 — реализуется программа «Уберечь детей от наводнения». Во всех отделениях Сбербанка был открыт специальный счет. Фонд помог больше 8,5 тыс детей, пострадавших от наводнений в Амурской и Еврейской автономной областях, Хабаровском крае, Республике Саха (Якутия). 
2015 — старт международного проекта «Панда», который Российский детский фонд реализует совместно с Китайским фондом детей и подростков (CCTF), Благотворительным фондом Yirui Foundation и Пекинским госпиталем «Эркан Байван», Программа организует лечение детей с диагнозом ДЦП в китайских клиниках.
2018 — Детский фонд в сотрудничестве с тремя крупнейшими банками начал акцию по сбору средств для детей, нуждающихся в поддержке, – «Подари шанс ребенку!». Принять в ней участие может любой желающий – для этого надо прийти в отделение Сбербанка, Россельхозбанка или ВТБ и оформить пожертвование в пользу Российского детского фонда. Фонд направляет эти деньги ребятам, страдающим тяжелыми болезнями, детям из неимущих семей или отмеченных особыми талантами… При внесении 5 тысяч рублей участник акции получает сертификат и коллекционную монету «Дари добро детям». Тираж ее всего 50 тысяч штук.  
2019 — на Иркутскую область обрушилось страшное наводнение. Детский фонд в срочном порядке заказал на иркутской фабрике ООО «Форма» 5 тысяч школьных костюмов для ребят с 1 по 11-й класс, на что было потрачено 15 млн рублей. Это деньги – результат всероссийского сбора средств по программе РДФ «Подари шанс ребенку». 
2021 — 25 декабря 2021 года ушел из жизни основатель фонда и бессменный его руководитель на протяжении 34 лет Альберт Анатольевич Лиханов. 
Из-за пандемии формат помощи китайских медиков, участвующих в международной программе «Панда», был перенесен в онлайн-режим. Российская и китайская стороны договорились провести ряд обучающих онлайн-семинаров для специалистов российских клиник и родителей, чьим детям поставлен диагноз ДЦП. Один из таких семинаров был проведен в ноябре 2021 года. Участниками семинара стали больше 7000 человек.
Во время пандемии коронавируса все отделения Детского фонда включились в самоотверженную работу на благо своих подопечных. Было привлечено больше 150 миллионов рублей на проведение благотворительных мероприятий по снижению социальной напряженности.
2022 — 15 февраля 2022 года Дмитрий Альбертович Лиханов единогласно избран председателем Общероссийского общественного фонда “Российский детский фонд” и президентом Международной ассоциации детских фондов.
После двухлетнего перерыва, связанного с пандемией коронавируса, в Москву на Международный день защиты детей вновь съехались дети из разных уголков России. Как и прежде, главный старт празднику был дан на сцене Большого театра России.
Усилилась работа по оказанию помощи детям Донбасса. Все отделения Фонда оказывают всемерную поддержку маленьким беженцам из ЛНР и ДНР. Детский фонд стал первой благотворительной организацией, доставившей медикаменты, питание, одежду и книги в Мариуполь 4 апреля 2022 года. К концу 2022 года детям, которые находятся на освобожденных территориях, будет доставлено больше 300 тонн гуманитарной помощи.
Детский фонд получил Президентский грант на проект «Счастливое детство – детям Донбасса». 60 воспитанников организаций для детей-сирот и детей, оставшихся без попечения родителей, вместе с 10 сопровождающими проведут 30 дней в детском оздоровительном лагере, расположенном в Подмосковье.  Здесь созданы все условия для оказания комплексной социально-психологической помощи. «Московские каникулы» будут способствовать улучшению физического и психологического здоровья маленьких гостей из ЛНР, их интеграции в российское общество.
2023 - в апреле гуманитарная миссия фонда оснастила учебными материалами все 5 школ Северодонецка (ЛНР) и передала одежду всем детям (1700 человек) Лисичанска. 1 июля глава Российского детского фонда объявил о запуске  программы обучения рискам, исходящим от взрывоопасных боеприпасов  "Начеку!" . Программа проводится при поддержке Международного противоминного центра.  

## Деятельность
Финансирование фонда происходит через добровольные пожертвования граждан и организаций, а также за счет экономической и хозяйственной деятельности фонда.
Фонд ведёт множество программ по помощи малоимущим семьям, многодетным, организации лечения, помощи детским колониям как через центр, так и через сеть своих отделений по всей стране.
В рамках государственной поддержки некоммерческих неправительственных организаций выделяются гранты, в том числе грант на проведение программы социальной адаптации, медико-психолого-педагогической реабилитации детей-инвалидов по слуху.
В 2012 году фонд праздновал свой 25-летний юбилей, на который были приглашены дети, которым помогает РДФ в данный момент, так и уже выросшие подопечные фонда. Ежегодно 1 июня все отделения Фонда широко отмечают Международный день защиты детей. Главное событие праздника проходит в Москве, куда приезжают не менее 10 000 детей из всех регионов России, стран СНГ и стран дальнего зарубежья. Гала-концерт праздника проходит в Большом академическом театре России.
В 2017 году в Колонном зале Дома Союзов (Москва) состоялось празднование 30-летия со дня основания Фонда. С посланием к участникам торжества обратился Президент РФ В. В. Путин. В связи с юбилеем коллектив Фонда был награждён Благодарностью Президента России.

Издания Фонда
· Журнал «Дитя человеческое»[20]
· Журнал «Путеводная звезда»[21]
· Журнал «Божий мир»[22]

## Структура

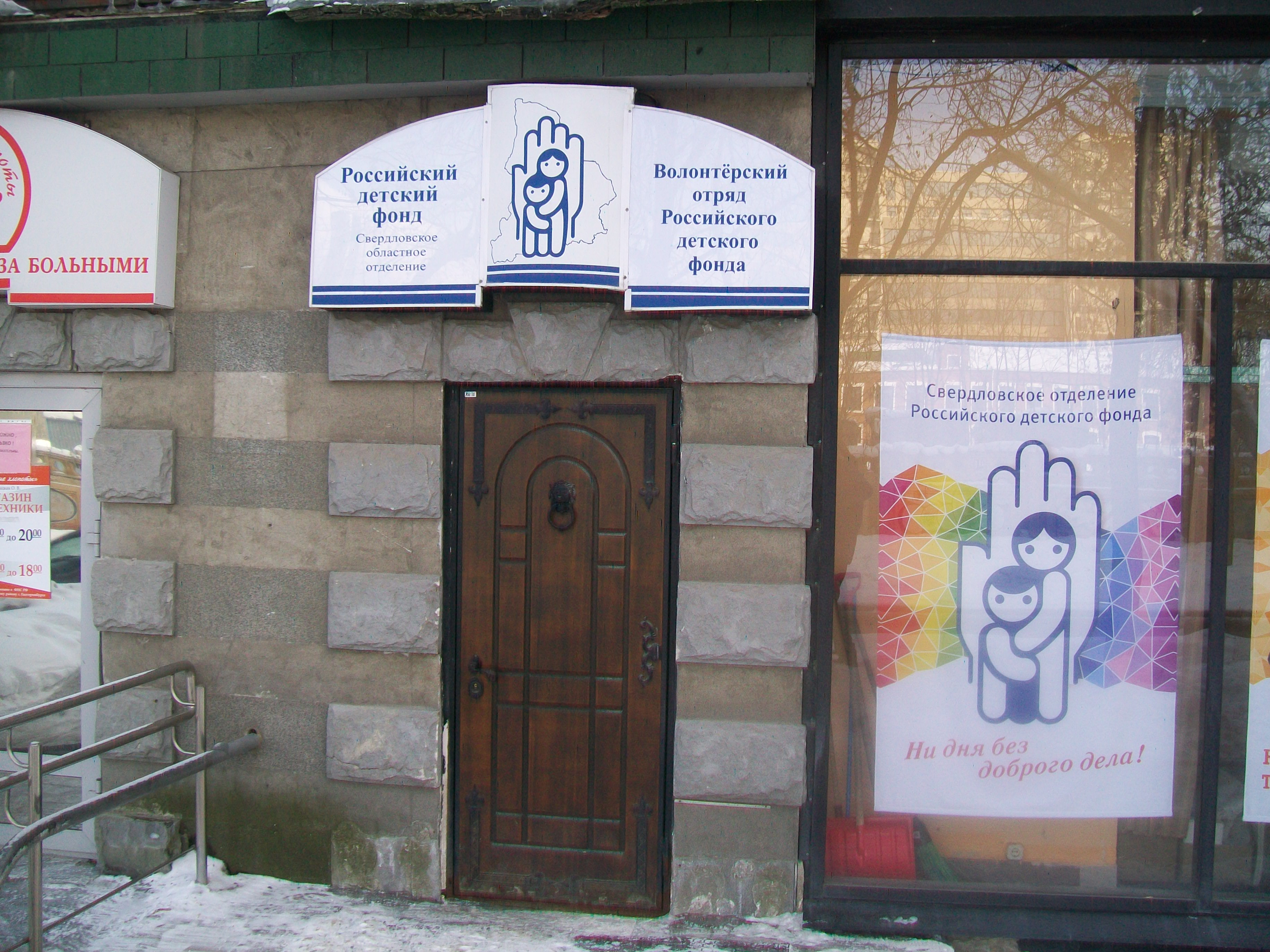
Свердловское областное отделение Фонда. Екатеринбург, февраль 2017 года

Структура Российского детского фонда состоит из:
- центрального аппарата РДФ;
- региональных отделений фонда.

На территории РФ работает около 70 региональных отделений фонда. После вхождения в состав России республики Крым, в составе РДФ появилось Севастопольское городское отделение.

## Учреждения и организации Фонда
- Выпуск 1988 года «Рисунки детей». Почтовые марки СССР, 1988 годЦентр «Нежность»

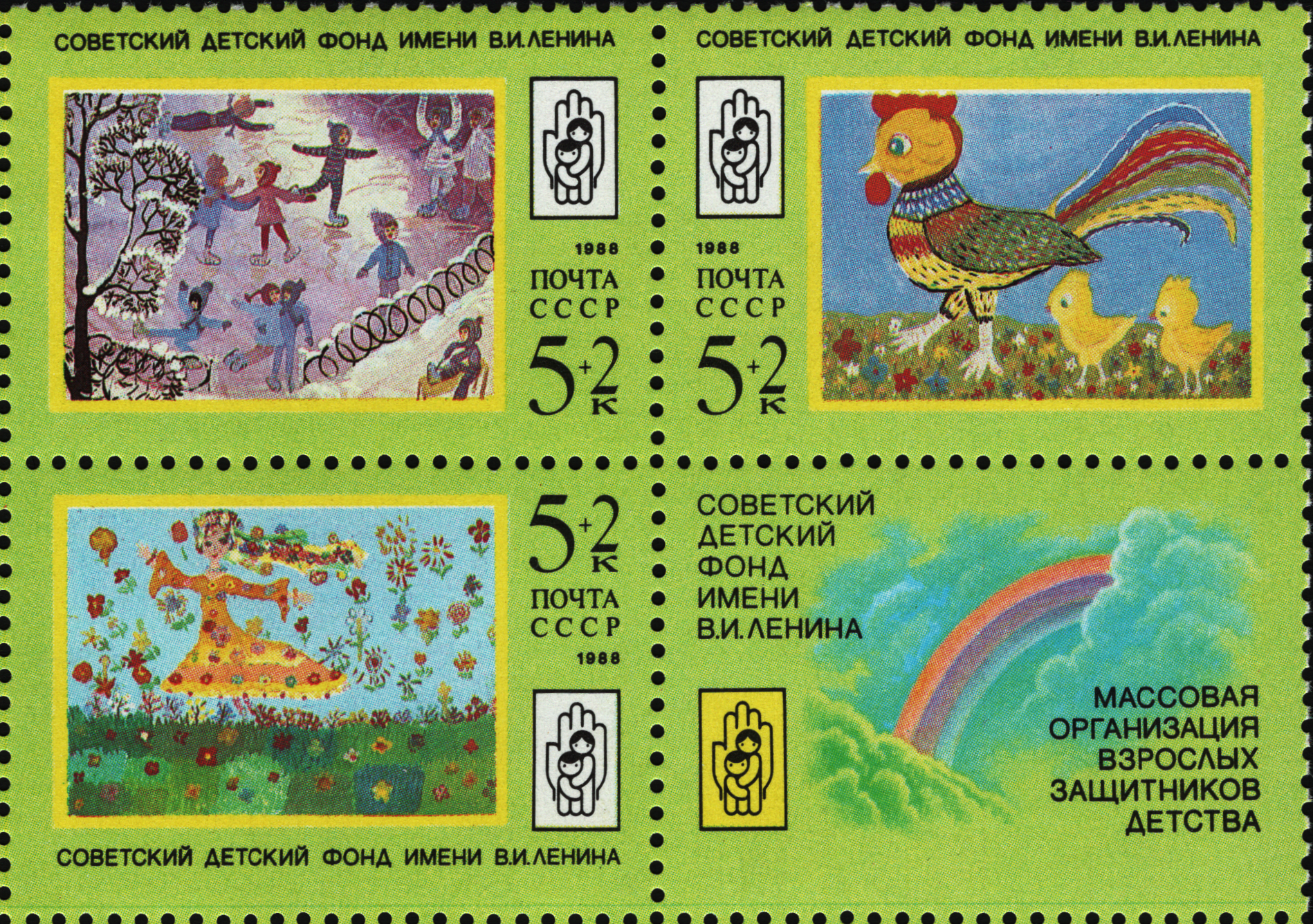
Выпуск 1988 года «Рисунки детей». Почтовые марки СССР, 1988 год

- Центр детского протезирования «Стремление».
- Детский реабилитационный центр.

## Издания Фонда
- Журнал «Дитя человеческое»[18]
- Журнал «Путеводная звезда»[19]
- Журнал «Божий мир»[20]

## Награды, учрежденные Фондом

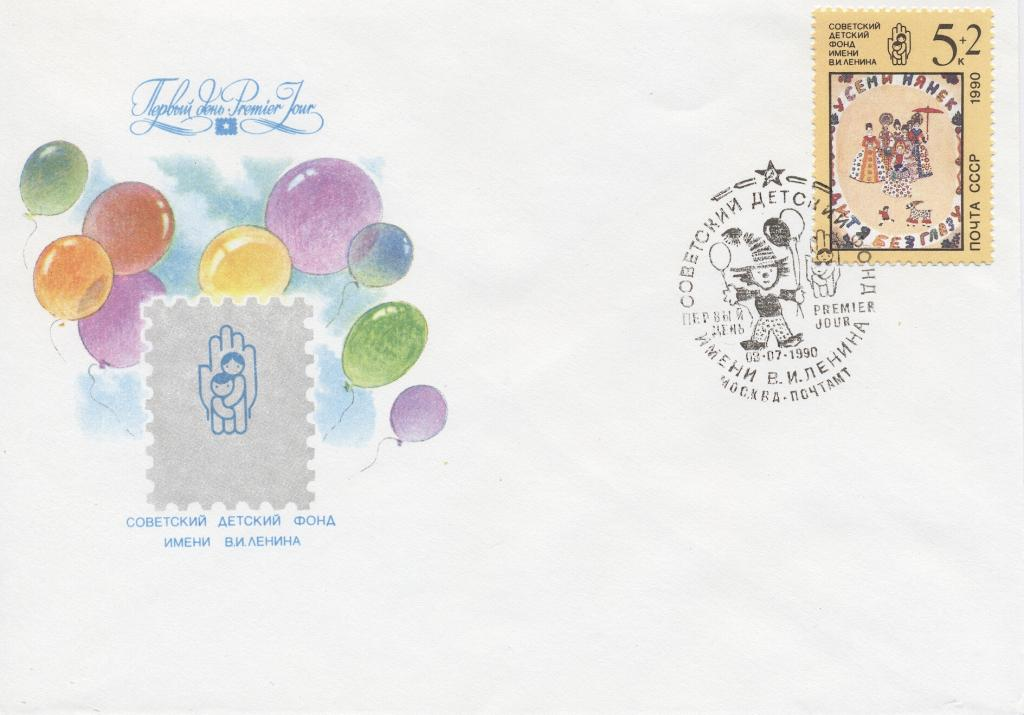
Почтовый конверт СССР, 1990 год

- Золотая медаль имени Льва Толстого — присуждается Международной ассоциацией детских фондов за выдающий вклад в дело защиты детства[21]
- Международная детская премия «Преклонение» — вручается детям[22]
- Премия Детского фонда — за заслуги, детям и взрослым[23]
- Орден Благоверного Царевича Димитрия — совместно с Русской Православной Церковью[24]
- Премия имени А. Н. Тепляшиной — учителям начальных классов[25]
- Премия «Материнское сердце» — матерям[26]
- «Детская премия» — родоначальникам многодетных, больших семей России[27]
- Почетное звание «Рыцарь детства» — гражданам мира, которые совершили подвиг во имя спасения жизни детей или внесли особый вклад в защиту сиротского детства[28]
- Грамота «Признательность» — руководителям местных отделений РДФ, общественным активистам, гражданам, которые внесли большой вклад в решение проблем детства[29]
- Почетный статус «Генеральный спонсор Российского детского фонда» — гражданам и организациям, оказавшим большую помощь РДФ[30]
- Медаль Саманты Смит